# Zeilbach (Werra)
Der Zeilbach ist ein 6,6 km langer, orographisch linker Nebenfluss der Werra im Süden Thüringens. Er entspringt bei Zeilfeld, unmittelbar nördlich der Rhein-Weser-Wasserscheide und östlich des Kleinen Gleichbergs, und verläuft in der Hauptsache nach Norden, bis er in Reurieth von links in die Werra mündet.